# 아게망
아게망(あげまん, A-ge-man)은 일본에서 제작된 이타미 주조 감독의 1990년 영화이다. 미야모토 노부코 등이 주연으로 출연하였다.

## 출연

### 주연
- 미야모토 노부코
- 아타키 히데지
- 시마다 쇼고
- 츠가와 마사히코